# 胡安·加西亚·奥特拉诺
胡安·加西亚·奥特拉诺（西班牙語：Juan García Hortelano，1928年2月14日—1992年4月3日）是20世纪西班牙作家，“50世代”的代表人物。处女作《新朋友》获1959年簡明圖書獎；《夏季雷雨》获1961年福门托尔文学奖。

## 生平
1928年2月14日出生于马德里的一个小资产阶级家庭，父亲是一名医生。内战爆发后，他被送到昆卡，1937年才返回马德里，与外祖父母住在一起。在赫塔费完成中学学业，后就读于马德里大学。1950年获得政治学院的一份留学奖学金，但因加入共产党而失去了这次求学的机会。他致力于政治活动，同时从事新闻和文学创作。1965年退出共产党。1959年，处女作《新朋友》获簡明圖書獎；1961年，《夏季雷雨》获福门托尔文学奖。他的作品被翻译成12种语言。
他第一阶段的小说属于反资产阶级的“社会小说”流派，采用客观白描的手法，如实地记录下资产阶级者的言行举止，通过对话来揭示各自的性格和思想。他还善用不断移动场景，使事件和对话交叉重叠，深刻反映社会现实。
1992年4月3日因癌症在马德里家中逝世，享年64岁。

## 语录
|                        | ......拉丁美洲“爆炸”文学最主要的还是我称之为“反征服”这一点。我们（西班牙人）在几个世纪以前曾经征服了他们。如今，他们却征服了我们，而且是以一种文明的方式，是通过语言这一既不伤人却有具有强大威力的工具征服我们的...... |
| ——胡安·加西亚·奥特拉诺 | |